# Las Rosas (Santa Fe)
Pour les articles homonymes, voir Las Rosas.
Las Rosas est une ville de la province de Santa Fe, en Argentine, et le chef-lieu du département de Belgrano.
Elle se trouve dans le centre-ouest de la province, à 40 km de la province de Córdoba.

## Crédit d'auteurs
- (es) Cet article est partiellement ou en totalité issu de l’article de Wikipédia en espagnol intitulé « Las Rosas (Santa Fe) » (voir la liste des auteurs).